# Leiocolea muelleri
Leiocolea muelleri là một loài rêu tản trong họ Jungermanniaceae. Loài này được (Nees ex Lindenb.) Jörg. miêu tả khoa học lần đầu tiên năm 1934.